# 国家机器
国家机器（英語：State apparatus）是一个政治术语。按照马克思列宁主义的解释，国家是一个阶级统治另外一个阶级的工具。其含义是，统治阶级必须建立一整套法律、制度、执行机构，并依赖于这些法律、制度、执行机构，才能实现对被统治阶级的统治。军队、警察、法庭、监狱等专政机关都是国家机器的重要组成部分。国家机器的运行，保证了统治阶级对被统治阶级的统治，从而保证了统治阶级的利益。当被统治阶级对统治阶级的不满达到一定程度而发生反抗时，统治阶级所掌握的国家机器就会对反抗者进行镇压。
在众多的国家机器组成中，军队是比较特殊的。因为它不仅是统治阶级对被统治阶级实行专政的工具之一，它还是统治阶级对外扩张、维护国家领土、主权完整的工具。也就是说，军队具有对内对外2个职能。而其他的专政机关通常只具备对内统治职能。
当马克思列宁主义者在提到国家时，如果是讨论国家的对内职能，他们通常会使用“国家机器”这一词汇来代替“国家”一词，从而强调“国家是阶级统治的工具”这一理论。马克思列宁主义者还认为，由于国家是阶级统治的工具，那么国家一定是随着阶级的产生而产生的，它也必然是随着阶级的消亡而消亡。马克思列宁主义者相信，当生产力高度发达、人类进入了共产主义阶段的时候，阶级将不复存在，国家也就不复存在。

## 其他
- 意識形態國家機器：這個術語指的是宗教、教育、家庭、法律、政治、工會、媒體、文化8種制度。因為他們扮演了在「武嚇」之外，替國家政權向人民「文攻」（或稱洗腦）的作用，所以阿圖塞稱之為ISA[1][2]。
- 在英语中，“Country”是指被人民、文化、语言、地理区别出来的领土，而“State”则是指拥有共同政府的有组织的政治共同体，尽管这2个单词都被翻译为“国家”。没有了国家机器（stateless），也就没有政府。

## 外部連結
- Althusser, Louis. . 由孟登迎; 趙文翻译. 中文馬克思主義文庫. 1976年12月  [2019-08-24]. （原始内容存档于2020-05-27） （中文（中国大陆））.